# Drusus imanishii
Drusus imanishii is een schietmot uit de familie Limnephilidae. De soort komt mogelijk voor in Japan.